# 松岡花佳
松岡 花佳（まつおか はなか、2001年8月5日 - ）は、日本の女性ファッションモデル、女優。兵庫県出身。

## 略歴
- 中学1年の時に大阪の商業施設で今の所属事務所にスカウトされた。実は幼稚園の時にも同じ事務所に声をかけられていた。[2]。
- 2015年、雑誌『Seventeen』（集英社）にて「ミスセブンティーン2015」に選ばれ、セブンティーンの専属モデルとしてデビュー。[3]。
- 2020年2月29日発売の『Seventeen』2020年4月号でSeventeenの専属モデルを卒業[4]。
- 現在ホームページは削除され、Instagram、Twitterは鍵アカウントとなっている。

## 人物
- 趣味は音楽を聴くこと、ネイルすること。
- 特技は卓球(12歳～15歳)、竹馬(階段の昇降出来ます)、足の指でじゃんけん。

## 出演

### テレビドラマ
- 遺留捜査新作スペシャル１（2019年11月24日、テレビ朝日） - 大森春奈 役

### 映画
- L♡DK ひとつ屋根の下、「スキ」がふたつ。（2019年3月21日、東映）

### ネット配信ドラマ
- メディアアプリ「WATCHY」オリジナルドラマ「きょうも片想い」高嶺澪役

### CM
- 江崎グリコ  SUNAO「SHOOTING」篇（2018年5月 - ）

### 広告
- 大阪経済大学「17歳からのメッセージ」（2019年4月 - ）

### 雑誌
- Seventeen（2015年10月号 - 2020年4月号、集英社） - 専属モデル
- Numero TOKYO（2016年3月号 、扶桑社）

### イベント
- Seventeen 夏の学園祭
- 東京ガールズコレクション
- KOBE COLLECTION
- VOGUE FASHION'S NIGHT OUT
- KANSAI COLLECTION
- 超十代
- ガールズアワード
- 札幌コレクション
- TGC北九州

### PV
- 家入レオ 「春風」ショートムービー